# Plebeia droryana
Plebeia droryana är en biart som först beskrevs av Heinrich Friese 1900.  Plebeia droryana ingår i släktet Plebeia och familjen långtungebin. Inga underarter finns listade i Catalogue of Life.